# Sapayoa aenigma
Sapayoa aenigma é uma espécie de ave cuja posição familiar é ainda incerta, alguns a incluem numa família própria Sapayoidae, enquanto outros na Eurylaimidae sensu lato.